# Phare d'Häradskär
Le phare d'Häradskär (en suédois : Häradskärs fyr) est un phare situé sur l'île d'Häradskär, en mer Baltique centrale, appartenant à la commune de Valdemarsvik, dans le comté d'Östergötland (Suède).

## Histoire
Depuis le XVIIIe siècle il y avait un balisage présent sur l'île d'Haradskär qui est situé à 4 km au sud-est de Fångö.
En 1741, il  été remplacé par un bateau-phare qui a été démoli quand, en 1863, le phare actuel a été construit. C'est une construction métallique dessinée par Gustav von Heidenstam (sv). Le phare d'Häradskär est le deuxième plus vieux de ce type en Suède.
Il a été électrifié en 1960 et automatisé en 1968, avec le retrait des gardiens. Sa lentille de Fresnel de 1er ordre d'origine a été remplacé en 1978 par celle de 3e ordre provenant du phare de Dämman et fonctionnant avec une ampoule de 1 000 W. En 2004 le phare a subi une rénovation.
L'association ornithologique d'Östergötland mène des recherches ornithologiques avec marquage annulaire sur l'île épisodiquement.

## Description
Le phare  est un pylone cylindrique métallique avec haubans de 29,5 mètres de haut, avec une galerie et une lanterne. Le phare est totalement peint en rouge. Il émet, à une hauteur focale de 35,6 mètres, trois longs éclat blancs toutes les 20 secondes. Sa portée nominale est de 18 milles nautiques (environ 33 km).
Identifiant : ARLHS : SWE-180 ; SV-5163 - Amirauté : C7022 - NGA : 8400.
|                   |
| L'île d'Häradskär |

|          |
| Le phare |

### Lien connexe
- Liste des phares de Suède